# Meizu M6s
Meizu M6s (Mblu S6 в Китаї) — смартфон, розроблений Meizu, що входить до серії «M». Був представлений 17 січня 2018 року. Це перший смартфон Meizu зі співвідношенням сторін 18:9. Є наступником Meizu M5s.

## Дизайн
Екран виконаний зі скла. Корпус смартфона виконаний з алюмінію.
Знизу розміщені роз'єм microUSB, динамік, мікрофон та 3.5 мм аудіороз'єм. З лівого боку розташовані кнопки регулювання гучності та гібридний слот під 2 SIM-картки, або 1 SIM-картку і карту пам'яті формату microSD до 128 ГБ. З правого боку розміщені кнопка блокування смартфону та сканер відбитків пальців.
В Україні Meizu M6s продавався в 4 кольорах: чорному, сріблястому, золотому та синьому.

## Технічні характеристики

### Платформа
Смартфон отримав процесор Samsung Exynos 7872 та графічний процесор Mali-G71 MP1.

### Батарея
Батарея отримала об'єм 3000 мА·год та підтримку швидкої зарядки mCharge на 18 Вт.

### Камера
Смартфон отримав основну камеру 16 Мп, f/2.0 з фазовим автофокусом та здатністю запису відео в роздільній здатності 1080p@30fps. Фронтальна камера отримала роздільність 8 Мп (ширококутний), світлосилу f/2.0 та здатність запису відео у роздільній здатності 1080p@30fps.

### Екран
Екран IPS LCD, 5.7'', 1440 x 720 (HD+) зі співвідношенням сторін 18:9 та щільністю пікселів 282 ppi.

### Пам'ять
Смартфон продавався в комплектаціях 3/32 та 3/64 ГБ.

### Програмне забезпечення
Смартфон був випущений на Flyme 6.2, що базувалася на Android 7.0 Nougat. Був оновлений до Flyme 8.0.

#### Керування
Для того, аби зменшити рамки навколо дисплея Meizu прийшлося прибрати механічну кнопку mBack. Для навігації по пристрою є два способи: наекранна кнопка Super mBack у вигляді кільця та стандартні 3 навігаційні кнопки Android.
Область, де знаходиться кільце Super mBack зробили чутливою до натиснення (щось подібне до технології 3D Touch). Керується подібно до механічної mBack.

## Рецензії
Оглядач з інформаційного порталу ITC.ua поставив Meizu M6s 4 бали з 5. До мінусів він відніс відсутність NFC та Type-C, кольоропередачу дисплея та нюанси Flyme OS. До плюсів оглядач відніс дизайн, екран зі співвідношенням сторін 2 до 1, оригінальна схема керування, швидкий сканер відбитків пальців, оновлену платформу, непогані камери та швидку зарядку.
Оглядач з Pingvin.Pro поставив смартфону 5.7 бали з 10. До плюсів смартфона відніс металиевий корпус, зовнішній вигляд, процесор, габарити, екран, камери та автономність. До мінусів він відніс кнопку живлення, розміщення сканера відбитків пальців, microUSB, прошивку, швидкість пам'яті та графіку.